# 3545 Gaffey
3545 Gaffey (1981 WK2) là một tiểu hành tinh vành đai chính được phát hiện ngày 20 tháng 11 năm 1981 bởi Bowell, E. ở Flagstaff (AM).